# Sân bay Saint-Étienne - Bouthéon
Sân bay Saint-Étienne - Bouthéon (mã sân bay IATA: EBU, mã sân bay ICAO: LFMH) là một sân bay có cự ly 12 km về phía bắc tây bắc thành phố Saint-Étienne trong tỉnh Loire thuộc vùng Auvergne-Rhône-Alpes của Pháp. Sân bay có đường băng bề mặt bằng bê tông dài 2300 mét.

## Hãng hàng không và tuyến bay
| Hãng hàng không  | Các điểm đến           |
| ---------------- | ---------------------- |
| Luxair           | Charter: Bastia        |
| Pegasus Airlines | Istanbul-Sabiha Gökçen |
| Ryanair          | Porto                  |